# Kfar Vradim
Kfar Vradim (en hebreo כְּפַר וְרָדִים) es un pueblo (concejo local) de Israel situado en el Distrito Norte, con una población de 5.482 habitantes (2014). Está situado al sur de Ma'alot-Tarshiha y a aproximadamente 14 kilómetros al sur de la frontera con el Líbano.

## Historia
Kfar Vradim fue fundado en septiembre de 1984 por Stef Wertheimer con la intención de crear una ciudad industrial en un entorno rural. Las primeras familias eran mayoritariamente trabajadoras de ISCAR Metalworking, empresa de la que era propietario Wertheimer, dedicada a la fabricación de hojas de metal y de herramientas de alto rendimiento. Kfar Vradim se encuentra cerca de Ma'alot-Tarshiha y Yanuh-Jat, y está conectado a la autovía principal por la Carretera 854, y a Yanuh-Jat por la Carretera 8721 (que es la que atraviesa el pueblo).

## Clima
Kfar Vradim está situado entre 550–620 metros sobre el nivel de mar, proporcionando un clima relativamente seco y mediterráneo. En verano se alcanzan los 38 °C, mientras que en enero y febrero las temperaturas pueden caer por debajo de los -2 °C. Los meses de más lluvia con entre octubre y marzo.

## Residentes notables
- Matti Caspi (1949-), músico israelí.

## Pueblo hermanado
- Castrillo Mota de Judíos,  España